# Bradypterus carpalis
Felosa-d'asa-branca ou felosa-manchada (Bradypterus carpalis) é uma espécie de ave da família Locustellidae.
Pode ser encontrada nos seguintes países: Burundi, República Democrática do Congo, Quénia, Ruanda, Tanzânia, Uganda e Zâmbia.
Os seus habitats naturais são: pântanos.